# سرخیو چیریو
سرخیو چیریو (انگلیسی: Sergio Cirio؛ زادهٔ ۹ مارس ۱۹۸۵) بازیکن فوتبال اهل اسپانیا است.
از باشگاه‌هایی که در آن بازی کرده‌است می‌توان به باشگاه فوتبال آترومیتوس، باشگاه فوتبال آدلاید یونایتد، باشگاه فوتبال بارسلونا، و باشگاه ورزشی اروپا اشاره کرد.